# The Man Who Grew Too Much
«The Man Who Grew Too Much» (укр. «Людина, що стала занадто крутою») — тринадцята серія двадцять п'ятого сезону мультсеріалу «Сімпсони», прем'єра якої відбулась 9 березня 2014 року у США на телеканалі «Fox».

## Сюжет
Під час шкільного дня наукового кіно стається землетрус. Виявляється, тремтіння спричинене стуканням учнів у коридорах, бо це — вівторок тако. Ліса спостерігає, як Барт їсть шостий тако, кухарка Дора зберігає салат для чергової трапези. Ліса запитує, чи не згниють овочі, на що кухарка відповідає, що овочі генетично модифіковані, тому вони довго зберігаються свіжими.
Мардж поспішає до церкви, щоб волонтерську роботу, яку вона хоче отримати не зайняли. Однак, запізно, і Мардж зостається консультації зі сексуального утримання для підлітків. На перших же зборах підлітки прямо у Мардж на очах починають кохатись.
Згодом Ліса представляє свої аргументи на батьківських зборах у школі. Врешті решт, Ліса доходить до висновку, що генетично модифіковані продукти харчування насправді можуть бути гарною річчю, що дивує її авдиторію.
Коли дослідницький центр «Monsarno» зацікавився ініціативою Ліси щодо поширення ГМО, то запрошує дівчинку та її родину на екскурсію. Під час відвідин вони несподівано виявляють, що головним вченим центру є Другий Номер Боб. Однак Ліса зв'язується з Бобом через їх взаємну любов до Волта Вітмена, і Боб зазначає, що Ліса завжди була найкращим членом сім'ї Сімпсонів. Згодом, попри скептицизм сім'ї, Ліса користується компанією Боба у виробництві ГМО і насолоджується цим.
Тим часом Мардж повертається до розмови з підлітками про секс, за допомогою маріонеток. Поки підлітки спостерігають за виставою, Мардж разюче зазнає невдачі намагаючись донести свою думку про секс.
Вдома Гомер намагається покохатися з Мардж. Натомість, розлючена Мардж вирішує використати чоловіка як приклад для свого класу для сексуального утримання. Одне лише зображення Гомера і Мардж, що торкаються одне одного, дає підліткам достатньо підстав дати обітницю дочекатися шлюбу для сексу.
Ліса і Боб насолоджуються взаємним проведенням часу у музеї. Коли на дівчинку раптово падає важка модель, Боб так само раптово рятує її. Ліса здивована і хоче знати, звідки у Боба стільки сил. Тоді Боб відкриває Лісі, що завдяки успіху ГМО йому вдалося змінити власну ДНК. Боб також розповідає, що справжня причина їхнього походу до музею полягає у планах використовувати ДНК відомих геніїв, щоб стати найрозумнішим з усіх. Коли Барт приходить рятувати Лісу, Боб впадає в лють і женеться за дітьми. Він біжить за ними і наздоганяє їх на мості. Однак, Мардж, Гомер приводять підлітків, що дали обітницю цнотливості (останні, натомість, отримають звільнення їх від неї). Коли Ліса нагадує про спільний інтерес до Волта Вітмена, Боб розуміє, що став монстром і намагається накласти на себе руки стрибнувши з мосту… однак на дні згадує, що у нього є зябра.
У фінальні сцені Нед Фландерс згадує, як сильно він любив Едну, і (разом з Нельсоном) сумує через її смерть.

## Виробництво
Спочатку серія повинна була вийти як 12 серія сезону, 9 березня о 19:30 одразу перед прем'єрою серії «Diggs» о 20:00. Однак, зрештою, серії були поміняні місцями.
Це остання серія, в якій «наживо» з'являлась Една Крабапель, озвучено акторкою Марсією Воллес, яка померла 25 жовтня 2013 року. Фінальна сцена епізоду є даниною акторці.

## Ставлення критиків і глядачів
Під час прем'єри серію переглянули 3,75 млн осіб з рейтингом 1.6, що другим найпопулярнішим шоу на каналі «Fox» тієї ночі, після «Сім'янина».
Денніс Перкінс з «The A.V. Club» дав серії оцінку B+, похваливши озвучування Келсі Греммера [Другого Номера Боба] та «сильну, пряму розповідь». Він додав, що «по суті, махінації Боба піднімають цей епізод на цілий бал».
Тоні Сокол з «Den of Geek» дав серії чотири з п'яти зірок.
Тереза Лопес з «TV Fanatic» дала серії дві з половиною з п'яти зірок, похваливши Боба і Лісу за те, що вони пов'язані їхнім IQ, і описуючи це як «зворушливе». Однак, водночас, вона критикувала схему Боба як «приземлену», а перетворення Боба «в неконтрольованого генетичного монстра… було нерозумно навіть для нього». Лопез також похвалила підсюжет епізоду, оскільки «незручна мова [Мардж] і ненавмисно збуджуючі пальчикові ляльки створені для деяких чудових комічних моментів».
Сайт «Bubbleblabber» оцінив серію на 8/10.
Згідно з голосуванням на сайті The NoHomers Club більшість фанатів оцінили серію на 2/5 із середньою оцінкою 2,4/5.